# Hans (Marne)
 Hans  es una comuna y población de Francia, en la región de Champaña-Ardenas, departamento de Marne, en el distrito y cantón de Sainte-Menehould.
Está integrada en la  Communauté de communes de la Région de Sainte-Menehould .

## Demografía
Su población en el censo de 1999 era de 133 habitantes.
| 189 | 196 | 171 | 148 | 143 | 133 |
| Para los censos de 1962 a 1999 la población legal corresponde a la población sin duplicidades (Fuente: INSEE [Consultar]) |     |     |     |     |     |